# Бесбес, Азза
Азза Бесбес (араб. عزة بسباس‎, р. 28 ноября 1990) — тунисская фехтовальщица-саблистка, серебряный призёр чемпионата мира, многократная чемпионка Африки. Сестра Сарры Бесбес.

## Биография
Родилась в 1990 году в Абу-Даби (Объединённые Арабские Эмираты), где в то время жили её родители; её отец Али Бесбес раньше играл в баскетбол, а потом стал преподавателем физкультуры, а её мать Хайет бен Гази сама раньше занималась фехтованием на рапирах, а потом стала судьёй международной категории. Все дети в этой семье — один сын и три дочери — занялись фехтованием.
Азза стала заниматься фехтованием с 6 лет. Сначала она фехтовала на рапирах, но затем переключилась на саблю. До 2005 года она тренировалась в одном из клубов Туниса, а когда он закрылся из-за недостатка средств — стала тренироваться с национальной сборной Туниса. В 2007 году на стипендию тунисского Министерства по делам спорта и молодёжи она поехала на учёбу во Францию, где тренировалась вместе с национальной сборной Франции.
В 2008 году приняла участие в Олимпийских играх в Пекине, где заняла 7-е место в личном первенстве. В 2009 году стала чемпионкой Африки. На чемпионате Африки 2010 года завоевала серебряную медаль. В 2011 году вновь стала чемпионкой Африки. В 2012 году стала чемпионкой Африки, а на Олимпийских играх в Лондоне стала 9-й в личном первенстве. В 2013 году вновь стала чемпионкой Африки, и завоевала бронзовую медаль Средиземноморских игр. В 2014 году вновь стала чемпионкой Африки.
В 2017 году на чемпионате мира Азза впервые стала призёром мировых первенств: она заняла второе место в личной сабле, уступив в финале украинке Ольге Харлан. Таким образом, впервые фехтовальщица из Туниса  вышла в финал чемпионата мира (до этого представители этой страны выиграли две бронзовых медали).